# Chapter 24
Chapter 24 – dziewiąty utwór na debiutanckim albumie The Piper at the Gates of Dawn brytyjskiego zespołu Pink Floyd. Piosenka ma charakter dalekowschodniego hymnu. Syd Barrett nawiązał w niej do 24. rozdziału (stąd tytuł) starochińskiej księgi Yijing. Odnosząc się do tego dzieła, Barrett uzewnętrznił w tekście swoje lęki związane z postępującą u niego chorobą psychiczną.
Utwór ma niezwykle psychodeliczny klimat, który podkreślają filozoficzne frazy wyśpiewywane przez wokalistę. Na początku i w trakcie trwania piosenki pojawia się dźwięk imitujący dalekowschodni gong, zaś zakończenie utworu rozmywa się wśród improwizacji Richarda Wrighta na organach Farfisa.